# Stags of Broad Haven SPA
Stags of Broad Haven SPA este o arie protejată (arie de protecție specială avifaunistică — SPA) din Irlanda întinsă pe o suprafață de 136,38 ha, integral pe uscat.

## Localizare
Centrul sitului Stags of Broad Haven SPA este situat la coordonatele 54°21′57″N 9°47′21″W / 54.365918°N 9.789204°V.

## Înființare
Situl Stags of Broad Haven SPA a fost declarat arie de protecție specială avifaunistică în noiembrie 1995 pentru a proteja 5 specii de animale.

## Biodiversitate
Situată în ecoregiunea atlantică, aria protejată nu include niciun habitat protejat.
La baza desemnării sitului se află mai multe specii protejate de  păsări (5): papagal de mare (Fratercula arctica), Fulmarus glacialis, Hydrobates pelagicus, Oceanodroma leucorhoa, Rissa tridactyla.
Pe lângă speciile protejate, pe teritoriul sitului au mai fost identificate 1 specie de păsări.